# NK Otočac

NK Otočac je nogometni klub iz Otočca.
U sezoni 2010./11. osvojili su prvo mjesto u županijskog ligi i kvalificirali se u 4. HNL – Zapad.